# Aubry-en-Exmes
Pour les articles homonymes, voir Aubry et Exmes.
Aubry-en-Exmes est une ancienne commune française du département de l'Orne et de la région Normandie, peuplée de 318 habitants, devenue le 1er janvier 2017 une commune déléguée au sein de la commune nouvelle de Gouffern en Auge.

## Géographie
Entourée par les communes de Tournai-sur-Dive, Silly-en-Gouffern et Saint-Lambert-sur-Dive, bordée par la forêt de Gouffern, Aubry-en-Exmes est située à 9 km au nord-est d'Argentan, la plus grande ville à proximité.
Au lieu-dit Bas Aubry se trouve la source de la  Fontaine d'Aubry . La commune est aussi bordée par la Dives.
La commune est proche du parc naturel régional Normandie-Maine, à environ 29 km.

## Toponymie
Le nom de la localité est attesté sous la forme Auberi en 1212.

## Histoire
En 1812, Aubry-en-Exmes absorbe les communes de Bonmesnil et Sainte-Eugénie.

## Politique et administration
| Période                                  | Période       | Identité        | Étiquette | Qualité                                   |
| ---------------------------------------- | ------------- | --------------- | --------- | ----------------------------------------- |
| Les données manquantes sont à compléter. |               |                 |           |                                           |
| avant 1977                               | mars 1989     | Marcel Bourdier |           |                                           |
| mars 1989                                | juin 1995     | Augustin Mottin |           | Ancien gendarme                           |
| juin 1995                                | mars 2014     | Jean Ruffier    | SE        | Exploitant agricole, marchand de bestiaux |
| mars 2014                                | décembre 2016 | Frédéric Godet  | SE        | Agriculteur                               |

## Démographie
L'évolution du nombre d'habitants est connue à travers les recensements de la population effectués dans la commune depuis 1793. À partir du 1er janvier 2009, les populations légales des communes sont publiées annuellement dans le cadre d'un recensement qui repose désormais sur une collecte d'information annuelle, concernant successivement tous les territoires communaux au cours d'une période de cinq ans. 
Pour les communes de moins de 10 000 habitants, une enquête de recensement portant sur toute la population est réalisée tous les cinq ans, les populations légales des années intermédiaires étant quant à elles estimées par interpolation ou extrapolation. Pour la commune, le premier recensement exhaustif entrant dans le cadre du nouveau dispositif a été réalisé en 2007,.
En 2021, la commune comptait 318 habitants, en évolution de +2,91 % par rapport à 2015 (Orne : −1,53 %, France hors Mayotte : +2,49 %).
| 1793 | 1800 | 1806 | 1821 | 1836 | 1841 | 1846 | 1851 | 1856 |
| ---- | ---- | ---- | ---- | ---- | ---- | ---- | ---- | ---- |
| 103  | 104  | 131  | 485  | 427  | 436  | 426  | 407  | 414  |

| 1861 | 1866 | 1872 | 1876 | 1881 | 1886 | 1891 | 1896 | 1901 |
| ---- | ---- | ---- | ---- | ---- | ---- | ---- | ---- | ---- |
| 392  | 384  | 349  | 308  | 297  | 289  | 286  | 270  | 238  |

| 1906 | 1911 | 1921 | 1926 | 1931 | 1936 | 1946 | 1954 | 1962 |
| ---- | ---- | ---- | ---- | ---- | ---- | ---- | ---- | ---- |
| 233  | 226  | 238  | 209  | 231  | 245  | 231  | 251  | 225  |

| 1968 | 1975 | 1982 | 1990 | 1999 | 2007 | 2012 | 2017 | 2020 |
| ---- | ---- | ---- | ---- | ---- | ---- | ---- | ---- | ---- |
| 238  | 206  | 263  | 253  | 243  | 274  | 309  | 320  | 321  |

## Lieux et monuments
- Camp gallo-romain : découvert dans les hauteurs de Sainte-Eugénie, ce lieu porte le nom de camp gallo-romain de manière infondée. En fait, il s'agit d'un château à motte avec basse-cour de l'époque médiévale ayant peut-être connu des occupations antérieures sans que rien puisse le confirmer[8],[9],[10]. Toutefois à mi-chemin entre le camp celtique de Bierre et l'éperon d'Exmes, deux sites dont l'occupation dès l'âge du bronze sont attestés, il est possible que le château à motte de Sainte-Eugénie ne soit que la dernière occupation humaine d'un site plus ancien et confirmerait une présence humaine dans la région remontant au moins à la période celtique. À noter que le site castral est implanté à proximité d'une voie romaine très fréquentée[11].
- Carrière de la Tourelle : cette ancienne carrière de grès de 1,4 hectare, située en plaine calcaire, est occupée par un plan d'eau délimité par des parois rocheuses de 10 à 15 m de hauteur. Aux abords, sur les terrains calcaires, se développent une pelouse à orchidées et des bosquets où trouvent refuge plusieurs espèces rares.
- Château d'Aubry-en-Exmes de la fin du XVIe ou du début du XVIIe siècle. Avec les restes du donjon du XIVe siècle sur lequel il a été édifié, il est classé au titre des monuments historiques par arrêté du 17 avril 1968[12].
- Église Notre-Dame-de-la-Nativité, construite en 1872. Cette église est commune aux trois anciennes paroisses d'Aubry, de Bonmesnil et de Sainte-Eugénie, dont les églises ont disparu[13]. L'église actuelle est à peu près à équidistance des trois anciens bourgs paroissiaux.

## Personnalités liées à la commune
- Georges Héritier, (1914 - Aubry-en-Exmes, 1996), officier des Forces françaises libres qu'il rejoint en juillet 1943.